# SNECMA Atar
SNECMA ATAR je francouzský proudový motor s axiálním kompresorem vyráběný firmou Snecma. Vychází z německého druhoválečného motoru BMW 003, ale byl dále vyvíjen do výkonnějších variant. Jeho název je zkratka původního konstrukčního týmu Atelier technique aéronautique de Rickenbach. Atar poháněl mnoho francouzských poválečných letounů včetně Vautouru, Étendardu a Super Étendardu, Super Mystère a několik typů Mirage.

## Použití

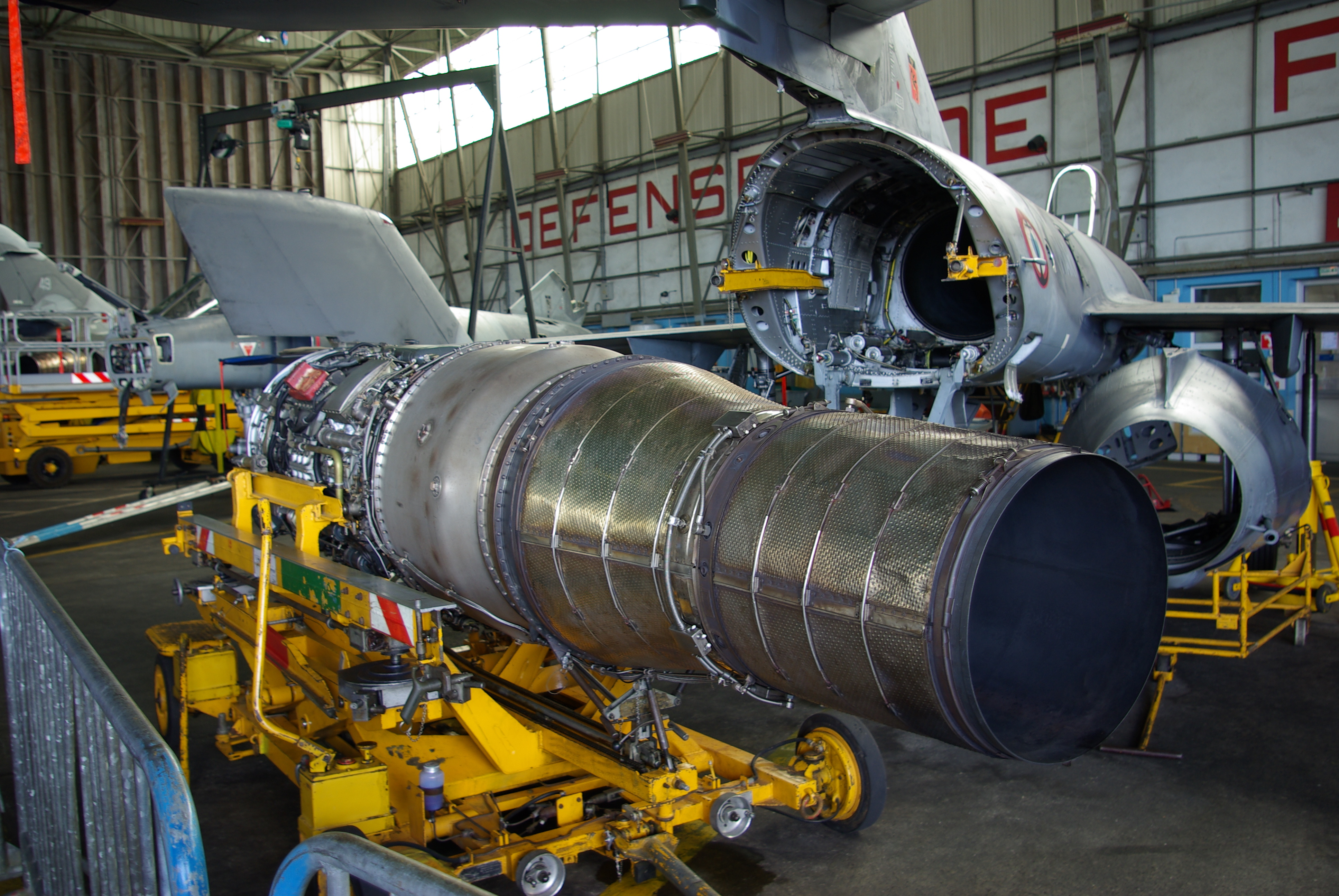
Atar 8K50 z letounu Super Étendard, NAS Landivisiau, Francie

- Dassault Étendard IVM
- Dassault Étendard IVP
- Dassault Mirage F1
- Dassault Mirage III
- Dassault Mirage IV
- Dassault Mirage 5
- Dassault Mirage 50
- Dassault Super Étendard
- Dassault Super Mystère
- Nord Gerfaut
- SNCASE SE.212 Durandal
- Sud-Est Baroudeur

## Specifikace (Atar 9C)

### Technické údaje
- Typ: proudový motor
- Průměr: 1 000 mm
- Délka: 5 900 mm
- Hmotnost suchého motoru: 1 456 kg

### Součásti
- Kompresor: 9stupňový axiální kompresor
- Spalovací komora: prstencová
- Turbína: 2 stupně

### Výkony
- Maximální tah: 
  - 42 kN
  - 58,9 kN s přídavným spalováním
- Celkový poměr stlačení: 5,2:1
- Měrná spotřeba paliva:
  - 103 kg/(kN·h) (1,01 lb/(lbf·h))
  - 207 kg/(kN·h) (2,03 lb/(lbf·h)) s přídavným spalováním
- Poměr tah/hmotnost: 40,5 N/kg (4,1:1)